# ライト・イヤーズ (ジャミロクワイの曲)
ライト・イヤーズ (Light Years)はジャミロクワイの楽曲。1994年にアルバム「スペース・カウボーイの逆襲 (The Return of The Space Cowboy)」内でリリースされ、1995年にシングルカットされた曲である。

## 概要
- アルバムや各国でのリリースでそれぞれ違うバージョンが発売されており少なくとも5バージョンが存在する[1]。
- 日本での発売はイギリスより3ヶ月遅かった[2]。

## ミュージックビデオ
- オーストリアのサンクト・アントンのスキー場で撮影された。
- コンサート中だったため撮影にさける時間は1日しかなかった[3]。
- ボーカルのジェイ・ケイはスケートボードは得意だったがスノーボードはキーボードのトビー・スミスや他の仲間と1度だけしかした事がなかった。しかし崖からジャンプするシーンをこなさなければならず(小さなジャンプシーンの事。大ジャンプはプロのスノーボーダーが行っている)、着地に失敗して頭から雪に突っ込み背中を反って痛めた。痛みは小さい頃にトランポリン城(弾むお城)で腰を打って麻痺した感覚に似ており、またやったかと思ったが麻痺まではしていなかった。
- ビデオに出演している他のメンバー(ベースのスチュアート・ゼンダー、ディジュリドゥのウォリス・ブキャナン、ドラムのデリック・マッケンジー)はこの時が初めてのスノーボードだった[3]。

## 売上ランキング
| 国別チャート(1995–1996)            | 最高順位 |
| ---------------------------------- | -------- |
| Australia (ARIA)                   | 112      |
| US Dance Club Songs (Billboard)    | 6        |
| US Dance Singles Sales (Billboard) | 38       |

## トラック・リスト
CDシングル
1. ライト・イヤーズ (radio edit)　- 3:59
2. スキャム (live)　- 5:13
3. ジャーニー・トゥ・アーネムランド (live)　- 5:39
4. ウィ・ゲッティン・ダウン (live)　- 9:31